# Tempio Lungshan di Manka
Il Tempio Lungshan di Manka è un tempio buddista situato nel distretto di Wanhua, a Taiwan. Il tempio fu costruito a Taipei nel 1738 dai coloni del Fujian durante la dominazione di Qing in onore di Guanyin. Fungeva da luogo di culto e luogo di ritrovo per i coloni cinesi. Oltre ai suoi elementi buddisti, il tempio comprende sale e altari dedicati alle divinità cinesi come Mazu e Guan Yu.